# Campionati europei giovanili di nuoto 2002
I XXIX Campionati europei giovanili di nuoto e tuffi si sono disputati nelle sedi di Linz per il nuoto e di Ginevra per i tuffi dal 10 luglio al 14 luglio 2002.
Hanno partecipato alla manifestazione le federazioni iscritte alla LEN; questi i criteri di ammissione:
- le nuotatrici di 15 e 16 anni (1987 e 1986), i nuotatori di 17 e 18 (1985 e 1984)
- le tuffatrici e i tuffatori di 16, 17 e 18 anni (1986, 1985 e 1984) per la categoria "A"; Le ragazze e i ragazzi di 14 e 15 anni (1988 e 1987) per la categoria "B".

## Podi

### Uomini
| Evento               | Oro                                                                  | Tempo      | Argento                                                                    | Tempo    | Bronzo                                                             | Tempo    |
| Stile libero         |                                                                      |            |                                                                            |          |                                                                    |          |
| 50 m                 | Milorad Čavić                                                        | 22"74      | Jonas Tilly                                                                | 23"06    | Matti Rajakylä                                                     | 23"33    |
| 100 m                | Fabien Gilot                                                         | 50"47      | Milorad Čavić                                                              | 50"49    | Paulius Viktoravičius                                              | 50"84    |
| 200 m                | Jurij Prilukov                                                       | 1'50"26    | Evgenij Nacvin                                                             | 1'52"27  | Fabien Gilot                                                       | 1'52"36  |
| 400 m                | Jurij Prilukov                                                       | 3'53"59    | David Davies                                                               | 3'54"83  | Evgenij Nacvin                                                     | 3'56"64  |
| 1500 m               | Jurij Prilukov                                                       | 15'14"85   | Paweł Korzeniowski                                                         | 15'36"49 | Simone Della Valle                                                 | 15'36"51 |
| Dorso                |                                                                      |            |                                                                            |          |                                                                    |          |
| 50 m                 | Arkadij Vjatčanin                                                    | 26"64      | Manu Mäntymäki                                                             | 26"65    | Dominik Keil                                                       | 26"73    |
| 100 m                | Dominik Keil                                                         | 56"09      | Arkadij Vjatčanin                                                          | 56"91    | Manu Mäntymäki                                                     | 57"18    |
| 200 m                | Arkadij Vjatčanin                                                    | 2'02"81    | Ross Hughes                                                                | 2'03"42  | Helge Meeuw                                                        | 2'04"61  |
| Rana                 |                                                                      |            |                                                                            |          |                                                                    |          |
| 50 m                 | Alessandro Terrin                                                    | 29"11      | Joakim Nielsen                                                             | 29"24    | Philipp Cool                                                       | 29"28    |
| 100 m                | Philipp Cool                                                         | 1'03"25    | Joakim Nielsen                                                             | 1'03"73  | Igor Borisik                                                       | 1'04"13  |
| 200 m                | Lukasz Boral                                                         | 2'17"08    | Paolo Bossini                                                              | 2'17"82  | Henrique Pereira Neiva                                             | 2'18"32  |
| Farfalla             |                                                                      |            |                                                                            |          |                                                                    |          |
| 50 m                 | Alexei Puninski                                                      | 24"57      | Nikolaj Skvorcov Tor Sundin                                                | 24"67    | ---                                                                | ---      |
| 100 m                | Serhiy Advena                                                        | 53"76      | Milorad Čavić                                                              | 54"08    | Nikolaj Skvorcov                                                   | 54"15    |
| 200 m                | Ioannis Drymonakos                                                   | 1'59"25    | Lukaz Drzewinski                                                           | 2'00"21  | Serhiy Advena                                                      | 2'00"25  |
| Misti                |                                                                      |            |                                                                            |          |                                                                    |          |
| 200 m                | Igor' Berezuckij                                                     | 2'03"65    | Aleksej Zacepin                                                            | 2'04"92  | Andrea Savino                                                      | 2'05"35  |
| 400 m                | Igor' Berezuckij                                                     | 4'19"81    | László Cseh                                                                | 4'20"24  | Ioannis Drymonakos                                                 | 4'26"55  |
| Staffette            |                                                                      |            |                                                                            |          |                                                                    |          |
| 4x100 m stile libero | FranciaAntoine Galavtine Grégory Mallet Sebastien Bodet Fabien Gilot | 3'24"12 RC | GermaniaAxel Könneker Johannes Dietrich Gregor Fleischer Helge Meeuw       | 3'26"30  | SveziaMagnus Kjellberg Jonas Tilly Marcus Piehl Rickard Piehl      | 3'26"91  |
| 4x200 m stile libero | RussiaAleksej Zacepin Igor' Berezuckij Evgenij Nacvin Igor Prilukov  | 7'28"25 RC | FranciaSebastien Bodet Guillaume Strohmeyer Yoann Soldermann Fabien Gilot  | 7'30"16  | Regno UnitoDavid Davies Martin Webster Paul Webster Ross Davenport | 7'32"69  |
| 4x100 m misti        | GermaniaDominik Keil Philipp Cool Johannes Dietrich Helge Meeuw      | 3'44"99    | Russia Arkadij Vjatčanin Andrei Grigoryev Nikolaj Skvorcov Aleksej Zacepin | 3'47"49  | UngheriaLászló Cseh Gabor Financsek Gergely Meszaros Mate Bunda    | 3'48"31  |

### Donne
| Evento               | Oro                                                                          | Tempo      | Argento                                                                   | Tempo   | Bronzo                                                                    | Tempo   |
| Stile libero         |                                                                              |            |                                                                           |         |                                                                           |         |
| 50 m                 | Daniela Götz                                                                 | 25"76      | Agata Korc                                                                | 25"86   | Nele Hofmann                                                              | 26"26   |
| 100 m                | Nele Hofmann                                                                 | 56"73      | Regina Sych                                                               | 56"92   | Agata Korc                                                                | 57"16   |
| 200 m                | Polina Šornikova                                                             | 2'02"40    | Regina Sych                                                               | 2'03"55 | Silvia Pagliarini                                                         | 2'04"17 |
| 400 m                | Regina Sych                                                                  | 4'15"43    | Polina Šornikova                                                          | 4'15"58 | Krisztina Lipcsei                                                         | 4'19"25 |
| 800 m                | Yana Tolkacheva                                                              | 8'43"64    | Réka Nagy                                                                 | 8'43"71 | Keri-Anne Payne                                                           | 8'44"47 |
| Dorso                |                                                                              |            |                                                                           |         |                                                                           |         |
| 50 m                 | Stanislava Komarova                                                          | 29"34 RC   | Laure Manaudou                                                            | 29"45   | Sanja Jovanović                                                           | 29"68   |
| 100 m                | Laure Manaudou                                                               | 1'01"88    | Stanislava Komarova                                                       | 1'02"35 | Iryna Amšennikova                                                         | 1'03"12 |
| 200 m                | Stanislava Komarova                                                          | 2'11"56    | Iryna Amšennikova                                                         | 2'14"29 | Stephanie Backhaus                                                        | 2'17"81 |
| Rana                 |                                                                              |            |                                                                           |         |                                                                           |         |
| 50 m                 | Kate Haywood                                                                 | 32"54      | Tamara Sambrailo                                                          | 32"62   | Petra Chocová                                                             | 32"64   |
| 100 m                | Mirna Jukić                                                                  | 1'09"91    | Petra Chocová                                                             | 1'10"83 | Kate Haywood                                                              | 1'11"06 |
| 200 m                | Mirna Jukić                                                                  | 2'26"42 RC | Diana Remenyi                                                             | 2'30"27 | Ksenia Vereshchagina                                                      | 2'30"85 |
| Farfalla             |                                                                              |            |                                                                           |         |                                                                           |         |
| 50 m                 | Vasilisa Vladykina                                                           | 27"18      | Franziska Skrubel                                                         | 27"76   | Agata Korc                                                                | 27"85   |
| 100 m                | Kata Taray                                                                   | 1'02"19    | Renata Papp                                                               | 1'02"53 | Elena Gemo                                                                | 1'02"67 |
| 200 m                | Krisztina Lipcsei                                                            | 2'13"45    | Renata Papp                                                               | 2'14"50 | Sabina Mussi                                                              | 2'17"18 |
| Misti                |                                                                              |            |                                                                           |         |                                                                           |         |
| 200 m                | Diana Remenyi                                                                | 2'16"35    | Laure Manaudou                                                            | 2'17"03 | Yana Tolkacheva                                                           | 2'17"16 |
| 400 m                | Diana Remenyi                                                                | 4'46"20    | Yana Tolkacheva                                                           | 4'46"83 | Stephanie Hantke                                                          | 4'54"86 |
| Staffette            |                                                                              |            |                                                                           |         |                                                                           |         |
| 4x100 m stile libero | GermaniaNele Hofmann Susanne Kranz Katrin Dame Daniela Götz                  | 3'48"96    | RussiaKira Volodina Darya Belyakina Elisaveta Reviakina Vasilia Vladykina | 3'50"59 | PoloniaPaulina Barzycka Aleksandra Urbańczyk Katarzyna Staszak Agata Korc | 3'51"31 |
| 4x200 m stile libero | RussiaKira Volodina Polina Shornikova Regina Sych Yana Tolkacheva            | 8'14"59    | ItaliaRenata Caleca Silvia Florio Silvia Pagliarini Marina Suttora        | 8'17"38 | Regno UnitoKatherine Wyld Laura Chase Natalie Prince Keri-Anne Payne      | 8'21"63 |
| 4x100 m misti        | RussiaStanislava Komarova Ksenia Vereshchagina Vasilia Vladykina Regina Sych | 4'12"41 RC | GermaniaJulia Baum Franziska Steinmetz Franziska Skrubel Nele Hofmann     | 4'15"07 | UngheriaNikolett Szepesi Diana Remenyu Kata Taray Renata Papp             | 4'16"44 |

### Tuffi
| Evento                         | Oro                                    | Punti  | Argento                           | Punti  | Bronzo                               | Punti  |
| Uomini - categoria "A"         |                                        |        |                                   |        |                                      |        |
| trampolino 1 m                 | Javier Illana                          | 448,10 | Oleksandr Pidhorny                | 442,85 | Michele Benedetti                    | 412,95 |
| trampolino 3 m                 | Javier Illana                          | 510,30 | Oleksandr Pidhorny                | 484,40 | Mats Wiktorsson                      | 473,45 |
| piattaforma                    | Tony Adam                              | 503,45 | Gareth Jones                      | 483,40 | Mats Wiktorsson                      | 452,60 |
| sincro 3 m categorie "A" e "B" | Sergei Anikin Gleb Sergeevič Gal'perin | 271,23 | Emanuele Marini Michele Benedetti | 265,83 | Javier Illana Carlos Calvo           | 242,94 |
| Ragazzi - categoria "B"        |                                        |        |                                   |        |                                      |        |
| trampolino 1 m                 | Oleg Aleksandrovič Vikulov             | 337,30 | Nick Robinson-Baker               | 332,55 | Sergei Nazin                         | 327,50 |
| trampolino 3 m                 | Oleg Aleksandrovič Vikulov             | 411,25 | Francesco Dell'Uomo               | 378,60 | Yevgeny Gorshkovozov                 | 368,45 |
| piattaforma                    | Vadzim Kaptur                          | 329,80 | Maksim Anciferov                  | 324,05 | Constantin Popovici                  | 312,15 |
| Donne - categoria "A"          |                                        |        |                                   |        |                                      |        |
| trampolino 1 m                 | Maria Marconi                          | 358,50 | Katja Dieckow                     | 357,40 | Nastassia Salivonchik                | 343,00 |
| trampolino 3 m                 | Maria Marconi                          | 429,10 | Nastassia Salivonchik             | 418,70 | Emma Teather                         | 410,00 |
| piattaforma                    | Stacie Powell                          | 413,75 | Julija Ionova                     | 368,65 | Annapaola Tocchio                    | 360,50 |
| sincro 3 m categorie "A" e "B" | Olena Sidoruk Khrystyna Iščenko        | 236,16 | Nora Subschinski Katja Dieckow    | 232,98 | Julija Ionova Anastasija Pozdnjakova | 229,71 |
| Ragazze - categoria "B"        |                                        |        |                                   |        |                                      |        |
| trampolino 1 m                 | Nadežda Bažina                         | 324,50 | Nora Subschinski                  | 312,85 | Anna Loose                           | 304,95 |
| trampolino 3 m                 | Nadežda Bažina                         | 345,45 | Khrystyna Iščenko                 | 343,50 | Alisa Bondarenko                     | 331,65 |
| piattaforma                    | Natalie Hill                           | 307,25 | Elina Eggers                      | 307,10 | Nora Suschinski                      | 305,95 |

## Medagliere
- Nuoto

| Posizione | Paese         | Oro | Argento | Bronzo | Totale |
| --------- | ------------- | --- | ------- | ------ | ------ |
| 1         | Russia        | 16  | 11      | 4      | 31     |
| 2         | Germania      | 6   | 3       | 6      | 15     |
| 3         | Ungheria      | 4   | 5       | 3      | 12     |
| 4         | Francia       | 3   | 3       | 1      | 7      |
| 5         | Austria       | 2   | 0       | 0      | 2      |
| 6         | Polonia       | 1   | 3       | 3      | 7      |
| 7         | Italia        | 1   | 2       | 5      | 8      |
| 8         | Gran Bretagna | 1   | 2       | 4      | 7      |
| 9         | Jugoslavia    | 1   | 2       | 0      | 3      |
| 10        | Ucraina       | 1   | 1       | 3      | 5      |
| 11=       | Grecia        | 1   | 0       | 1      | 2      |
| 11=       | Croazia       | 1   | 0       | 1      | 2      |
| 13        | Svezia        | 0   | 4       | 1      | 5      |
| 14        | Finlandia     | 0   | 1       | 2      | 3      |
| 15        | Rep. Ceca     | 0   | 1       | 1      | 2      |
| 16        | Slovenia      | 0   | 1       | 0      | 1      |
| 17=       | Lituania      | 0   | 0       | 1      | 1      |
| 17=       | Portogallo    | 0   | 0       | 1      | 1      |
| totale    |               | 38  | 39      | 37     | 114    |

- Tuffi

| Posizione | Paese         | Oro | Argento | Bronzo | Totale |
| --------- | ------------- | --- | ------- | ------ | ------ |
| 1         | Russia        | 5   | 2       | 4      | 11     |
| 2         | Italia        | 2   | 2       | 2      | 6      |
| 3         | Gran Bretagna | 2   | 2       | 1      | 5      |
| 4         | Spagna        | 2   | 0       | 1      | 3      |
| 5=        | Germania      | 1   | 3       | 1      | 5      |
| 5=        | Ucraina       | 1   | 3       | 1      | 5      |
| 7         | Bielorussia   | 1   | 1       | 1      | 3      |
| 8         | Svezia        | 0   | 1       | 2      | 3      |
| 9         | Romania       | 0   | 0       | 1      | 1      |
| totale    |               | 14  | 14      | 14     | 42     |